# Hacıhüseyinler, Gömeç
Hacıhüseyinler là một xã thuộc huyện Gömeç, tỉnh Balıkesir, Thổ Nhĩ Kỳ. Dân số thời điểm năm 2010 là 1.152 người.